# Out for Blood (Sadus)
Out for Blood è il quinto album della band thrash metal Sadus, pubblicato nel 2006 dalla Mascot Records.

## Tracce
1. In The Name Of... - 6:09
2. No More - 4:51
3. Smackdown - 4:43
4. Out For Blood  - 4:38
5. Lost It All - 4:39
6. Sick - 3:39
7. Down - 3:16
8. Freedom - 6:57
9. Freak - 2:56
10. Cursed - 8:10
11. Crazy - 5:42

## Formazione
- Darren Travis - chitarra/voce
- Steve DiGiorgio - basso
- Jon Allen - batteria